# Podocalyx loranthoides
Podocalyx loranthoides là một loài thực vật có hoa trong họ Picrodendraceae. Loài này được Klotzsch miêu tả khoa học đầu tiên năm 1841.